# Palenquero
 I Palenquero (o Palenque) sono un gruppo etnico della Colombia, con una popolazione stimata di circa 2500 persone. Questo gruppo etnico è principalmente di fede animista e parla la lingua Palenquero (codice ISO 639: PLN). La lingua Palenquero deriva dalla lingua kikongo parlata in Africa.
Vivono soprattutto nel villaggio di San Basilio de Palenque, a sud-est of Cartagena. La lingua originaria si è quasi persa, molti Palenquero parlano lo spagnolo come lingua madre.